# 広幡経豊
広幡 経豊（ひろはた つねとよ）は、江戸時代後期の公卿。官位は従一位・内大臣。右大臣近衛経煕の猶子となってその偏諱の授与を受け経豊と名乗る。広幡家6代。

## 経歴
寛政2年（1790年）従五位下に叙爵。以降清華家の当主としてはやいスピードで昇進して、侍従・左近衛権少将・右近衛権中将・中宮権亮となり、寛政7年（1795年）には従三位となり公卿に列する。文化8年（1811年）には光格天皇中宮欣子内親王の中宮権大夫となり、文化9年（1812年）には踏歌節会外弁をつとめ、また権大納言となった。文政4年（1821年）に踏歌節会内弁をつとめる。文政7年（1824年）には内大臣に任じられるも辞職する。文政8年（1825年）に従一位を授与された。

## 系譜
- 父：広幡前秀
- 母：稲葉美喜（稲葉正諶の娘）
- 猶父：近衛経煕
- 妻：日野資矩の娘（今出川実種の養女）
  - 男子：広幡基豊（1800-1857）
- 生母不詳の子女
  - 女子：弘君（園池実達室）
  - 女子：起子（唐橋在経室）